# Christen Larsen (politiker, 1804-1875)
 Der er flere personer med dette navn, se Christian Larsen.
Christen Larsen (født 10. maj 1804 i Dalby Sogn ved Kerteminde, død 30. januar 1875) var en dansk gårdfæster og politiker.
Han fæstede sin fædrenegård (Flægkærgård ved Dalby), blev sogneforstander og valgt til Den Grundlovgivende Rigsforsamling for Odense Amts 8. valgdistrikt (Kerteminde) 5. oktober 1848. Han var dernæst folketingsmand for Odense Amts 2. valgkreds) valgt den 4. december 1849 og genvalgt 1. august 1852, 26. februar 1853, 27. maj 1853 og 4. december 1854. Han mødte på samtlige de første rigsdage.
Larsen var en god ved af Christen Kold og blev desuden stærkt optaget af at læse N.F.S. Grundtvigs historiske og poetiske skrifter og fik dannet et "Dansk Samfund" på Hindsholm, der skulle sprede folkelig oplysning og vækkelse. Til ham sluttede sig flere af Kolds venner, broderen Gdr. Morten Larsen (Bogensøgård), brødrene Poul og Niels Rasmussen fra Mosegaarden i Dalby, samt sognefoged Knud Nielsen (Borgetgård), Mesinge. Disse mænd opfordrede Kold til at komme og undervise deres børn, og Kold påtog sig på egen hånd at oprette en skole, hvilket skete i 1852.
Ved valget i 1855 trak Christen Larsen sig tilbage og anbefalede i stedet Grundtvig. Han vendte imidlertid tilbage til politik i årene 1866-69, hvor han i Folketinget tilsluttede sig Det nationale Venstre.
Kort før sin død skrev han på en af sine sønners opfordring: Et par Mindeblade af et Levnedsløb, som er trykt i Fynske Årbøger (1950-52).